# Intel Arc
Intel Arc est une série de cartes graphiques dédiées conçue par Intel, commercialisée le 30 mars 2022. Il s'agit de GPU pour le marché des jeux vidéo sur ordinateur,.
Intel Arc concurrence les gammes GeForce de NVIDIA et Radeon d'AMD. La première génération, Alchemist, est disponible sur ordinateurs portables au premier trimestre 2022. Après Alchemist, trois autres générations sont en développement,.
Le mercredi 27 septembre 2022, Intel a annoncé la A750 8 Go (289 $), la A770, version 8 Go (329 $) et version 16 Go (349 $). Ces cartes pour ordinateurs fixes ont été mises sur le marché le 12 octobre 2022.

## Schéma de dénomination
Les générations des cartes (Alchemist, Battlemage, Celestial, Druid) font référence aux classes des personnages que le joueur peut choisir, populaires dans les jeux de rôle en ligne massivement multijoueur.
Les cartes Intel Arc utilisent la même nomenclature que les processeurs Intel Core : 3, 5 et 7. 3 étant la gamme orientée vers le budget, et 7 la gamme orientée vers les performances.
Pour la carte Intel Arc A770 16 Go par exemple, « A » représente la génération de la carte (en l’occurrence A pour Alchemist), « 7 » représente la gamme de la carte (en l'occurrence la gamme orientée vers les performances), « 70 » représente le SKU et « 16 Go » représente la quantité de VRAM de la carte,,.

## Générations

### Alchemist
Développée sous le nom de code DG2, la première génération de GPU Intel Arc sort en 2022,. Elle est disponible pour les ordinateurs de bureau ainsi que les ordinateurs portables. TSMC en est le fondeur, en utilisant le procédé TSMC N6.
Alchemist utilise l'architecture GPU Intel Xᵉ et plus précisément la variante Xᵉ-HPG. Alchemist supporte le ray tracing et le XᵉSS. Cette technologie de suréchantillonnage utilise le machine learning pour recréer une image haute définition à partir d'une image basse-résolution. Cette intelligence artificielle tourne sur les cœurs XMX présents sur les cartes Intel Arc, mais utilise la technologie DP4a sur les processeurs intégrés Intel, et la technologie Shader Model 6.4 sur les cartes graphiques de Nvidia et d'AMD. XᵉSS est similaire au DLSS (en) de Nvidia. DisplayPort 2.0 et l'overclocking sont également pris en charge.

#### Ordinateurs de bureau
| Marque et modèle | Marque et modèle | Date de lancement | Prix public conseillé (USD) | Nom de code | Procédé | Transistors (milliards) | Taille puce (mm2) | Configuration cœurs          | Fréquence horloge (MHz) | Fillrate     | Fillrate       | Mémoire | Mémoire     | Mémoire               | Mémoire            | Mémoire                | Puissance de calcul (TFLOPS) | Puissance de calcul (TFLOPS) | Puissance de calcul (TFLOPS) | TDP (W) | Interface bus |
| Marque et modèle | Marque et modèle | Date de lancement | Prix public conseillé (USD) | Nom de code | Procédé | Transistors (milliards) | Taille puce (mm2) | Configuration cœurs          | Fréquence horloge (MHz) | Pixel (GP/s) | Texture (GT/s) | Type    | Taille (GB) | Bande passante (GB/s) | Largeur bus (bits) | Vitesse mémoire (Gb/s) | FP16 (base)                  | FP32 (base)                  | FP64 (base)                  | TDP (W) | Interface bus |
| ---------------- | ---------------- | ----------------- | --------------------------- | ----------- | ------- | ----------------------- | ----------------- | ---------------------------- | ----------------------- | ------------ | -------------- | ------- | ----------- | --------------------- | ------------------ | ---------------------- | ---------------------------- | ---------------------------- | ---------------------------- | ------- | ------------- |
| Arc 3            | A310             | 28/09/2022        |                             | ACM-G11     | TSMC N6 | 7.2                     | 157               | 768:32:16:6 (192:96:2)       | 2000 2000               | 32           | 64             | GDDR6   | 4           | 124                   | 64                 | 15,5                   | 6.144                        | 3.072                        | 0.768                        | 75      | PCIe 4.0 x8   |
| Arc 3            | A380             | 14/06/2022        | 139                         | ACM-G11     | TSMC N6 | 7.2                     | 157               | 1024:64:32:8 (256:128:2)     | 2000 2050               | 64 65.6      | 128 131.2      | GDDR6   | 6           | 186                   | 96                 | 15,5                   | 8.192 8.3968                 | 4.096 4.1984                 | 1.024 1.0496                 | 75      | PCIe 4.0 x8   |
| Arc 5            | A580             | 10/10/2023        |                             | ACM-G10     | TSMC N6 | 21.7                    | 406               | 3072:192:96:24 (768:384:6)   | 1700 2000               | 163.2        | 326.4          | GDDR6   | 8           | 512                   | 256                | 16                     | 20.890                       | 10.445                       | 2.611                        | 175     | PCIe 4.0 x16  |
| Arc 7            | A750             | 14/10/2022        | 289                         | ACM-G10     | TSMC N6 | 21.7                    | 406               | 3584:192:112:28 (896:448:7)  | 2050 2400               | 229.6 268.8  | 393.6 460.8    | GDDR6   | 8           | 512                   | 256                | 16                     | 29.3888 34.4064              | 14.6944 17.2032              | 3.6736 4.3008                | 225     | PCIe 4.0 x16  |
| Arc 7            | A770 8GB         | 14/10/2022        | 329                         | ACM-G10     | TSMC N6 | 21.7                    | 406               | 4096:256:128:32 (1024:512:8) | 2100 2400               | 268.8 307.2  | 537.6 614.4    | GDDR6   | 8           | 512                   | 256                | 16                     | 34.4064 39.3216              | 17.2032 19.6608              | 4.3008 4.9152                | 225     | PCIe 4.0 x16  |
| Arc 7            | A770 16GB        | 14/10/2022        | 349                         | ACM-G10     | TSMC N6 | 21.7                    | 406               | 4096:256:128:32 (1024:512:8) | 2100 2400               | 268.8 307.2  | 537.6 614.4    | GDDR6   | 16          | 560                   | 256                | 17,5                   | 34.4064 39.3216              | 17.2032 19.6608              | 4.3008 4.9152                | 225     | PCIe 4.0 x16  |

1. ↑   Nb. cœurs de shading (ALU) : Nb. unités de texture mapping (TMU) : Nb. unités de sortie render (ROP) : Nb. unités de ray tracing
(Nb. cœurs tensoriels (XMX) : Nb. unités d'exécution : Nb. tranches de render)
2. ↑   Les valeurs Boost (si disponibles) sont indiquées sous la valeur de base en italiques.

#### Stations de travail
| Marque et modèle | Marque et modèle | Date de lancement | Nom(s) de code    | Procédé (nm) | Transistors (milliards) | Taille de puce (mm2) | Configuration coeurs       | Fréquence horloge (MHz) | Fillrate ,   | Fillrate ,     | Mémoire | Mémoire   | Mémoire               | Mémoire            | Mémoire                | Puissance de calcul (TFLOPS) | Puissance de calcul (TFLOPS) | Puissance de calcul (TFLOPS) | TDP (W) | Interface bus |
| Marque et modèle | Marque et modèle | Date de lancement | Nom(s) de code    | Procédé (nm) | Transistors (milliards) | Taille de puce (mm2) | Configuration coeurs       | Fréquence horloge (MHz) | Pixel (GP/s) | Texture (GT/s) | Type    | Taille GB | Bande passante (GB/s) | Largeur bus (bits) | Vitesse mémoire (Gb/s) | FP16                         | FP32                         | FP64                         | TDP (W) | Interface bus |
| ---------------- | ---------------- | ----------------- | ----------------- | ------------ | ----------------------- | -------------------- | -------------------------- | ----------------------- | ------------ | -------------- | ------- | --------- | --------------------- | ------------------ | ---------------------- | ---------------------------- | ---------------------------- | ---------------------------- | ------- | ------------- |
| Arc Pro          | A30M (Mobile)    | 8 août 2022       | DG2-128 (ACM-G11) | TSMC N6      | 7.2                     | 157                  | 1024:64:32:8 (128:128:2)   | 1550                    |              |                | GDDR6   | 4         | 112                   | 64                 | 14                     |                              | 4.20                         |                              | 50      | PCIe 4.0 x8   |
| Arc Pro          | A40              | 8 août 2022       | DG2-128 (ACM-G11) | TSMC N6      | 7.2                     | 157                  | 1024:64:32:8 (128:128:2)   | 1550                    | 6            | 192            | GDDR6   | 96        | 16                    |                    | 5.02                   |                              |                              |                              | 50      | PCIe 4.0 x8   |
| Arc Pro          | A50              | 8 août 2022       | DG2-128 (ACM-G11) | TSMC N6      | 7.2                     | 157                  | 1024:64:32:8 (128:128:2)   | 2050                    | 6            | 192            | GDDR6   | 96        | 16                    |                    | 5.02                   |                              | 75                           |                              |         | PCIe 4.0 x8   |
| Arc Pro          | A60M (Mobile)    | 6 juin 2023       | DG2-256 (ACM-G12) | TSMC N6      |                         |                      | 2048:128:64:16 (256:256:4) | 1300                    |              |                | GDDR6   | 8         | 16                    | 256                | 128                    |                              | 9.42                         |                              | 95      | PCIe 4.0 x16  |
| Arc Pro          | A60              | 6 juin 2023       | DG2-256 (ACM-G12) | TSMC N6      |                         | 12                   | 2048:128:64:16 (256:256:4) | 384                     | 192          |                | GDDR6   | 10.04     | 16                    |                    | 130                    |                              |                              |                              |         | PCIe 4.0 x16  |

1. ↑   Nb. de coeurs de shading (ALU) : Nb. d'unités de texture mapping (TMU) : Nb. d'unités de rendu (ROP) : Nb. d'unités de ray tracing 
   (Nb. de coeurs tensoriels (XMX) : Nb. d'unités d'exécution : Nb. de tranches de render)
2. ↑   Les valeurs Boost (si disponible) sont indiquées sous la valeur de base en italiques.
3. ↑   Le taux de remplissage des pixels est la plus faible des trois valeurs suivantes : nombre de ROP multiplié par la fréquence d'horloge de base, nombre de rasterizers multiplié par le nombre de fragments qu'un rasterizer peut générer, multiplié par la fréquence d'horloge de base, et le nombre de processeurs de flux multiplié par le nombre de fragments qu'ils peuvent produire par cycle d'horloge, multiplié par la fréquence d'horloge de base.
4. ↑   Le taux de remplissage des textures est le produit du nombre d'unités de texture mapping (TMU) et de la fréquence d'horloge de base (ou Boost).

### Battlemage
La seconde génération des cartes Intel Arc sera basée sur l'architecture Xᵉ²-HPG.

### Celestial
La troisième génération des cartes Intel Arc sera basée sur l'architecture Xᵉ³-HPG.

### Druid
La quatrième génération des cartes Intel Arc sera basée sur une architecture dont le nom est pour le moment inconnu, mais est référencée en tant que « Xᵉ Next Architecture ».

## Xᵉ Super Sampling
Le Xᵉ Super Sampling, plus communément écrit XᵉSS, est une technologie de suréchantillonnage qui utilise le machine learning pour recréer une image haute définition à partir d'une image basse-résolution. Cette intelligence artificielle tourne sur les accélérateurs d'IA présents sur ces cartes, les moteurs Xᵉ Matrix Extension (XMX). En partant d'une image de plus basse résolution, le jeu tournera alors de façon plus fluide, puisque le temps de traitement ajouté par le XᵉSS est beaucoup plus faible que si le jeu avait été rendu à une plus haute définition.
Pour reconstruire une image de plus haute qualité que celle rendue au départ, le XᵉSS agit de manière spatiotemporelle. Il prend en compte la dimension spatiale avec les vecteurs de mouvement 3D ainsi que l'image rendue à une plus basse résolution, mais aussi la dimension temporelle en utilisant les informations des images précédentes pour assurer une meilleure stabilité visuelle et éviter les artefacts de clignotement et de Moiré.
Le XᵉSS peut également être utilisé sur des cartes non compatibles avec les moteurs XMX, auquel cas l'IA tournera soit sur les extensions DP4a sur les processeurs Intel Core de onzième génération et ultérieures, ainsi que sur les cartes graphiques compétitrices modernes.
XᵉSS est une alternative au DLSS (en) de Nvidia et au FidelityFX Super Resolution (FSR) de AMD.

### Préréglages de qualité XᵉSS
| XᵉSS          | Facteur d'échelle | Échelle de rendu |
| ------------- | ----------------- | ---------------- |
| Ultra qualité | 1,3×              | 77%              |
| Qualité       | 1,5×              | 66,6%            |
| Balancé       | 1,7×              | 58,8%            |
| Performance   | 2×                | 50%              |

Pour le réglage "Performance" par exemple sur un jeu joué dans une résolution de 1920x1080, le XᵉSS fera en sorte que le jeu soit en réalité rendu à une résolution de 960x540, comblant ensuite la qualité perdue avec l'IA.

### Liste des jeux compatibles XᵉSS
Au 13 juin 2023, voici la liste des jeux compatibles avec le XᵉSS :
| Nom                                 | Développeur           | Date de sortie    |
| ----------------------------------- | --------------------- | ----------------- |
| 3DMark                              | UL Benchmarks         | 7 décembre 2010   |
| ANVIL                               | Action Square         | 12 juin 2021      |
| Arcadegeddon                        | IllFonic              | 5 juillet 2021    |
| Call of Duty: Modern Warfare II     | Activision            | 17 septembre 2022 |
| Call of Duty: Warzone 2.0           | Infinity Ward         | 14 novembre 2022  |
| Chivalry II                         | Tom Banner Studios    | 23 avril 2021     |
| Chrous                              | Deep Silver           | 3 décembre 2021   |
| Conqueror's Blade                   | Booming Games         | 30 mai 2019       |
| Cyberpunk 2077                      | CD Projekt RED        | 10 décembre 2020  |
| Deadlink                            | Gruby Entertainment   | 18 octobre 2022   |
| Death Stranding Director's Cut      | Kojima Productions    | 8 novembre 2019   |
| Deceive Inc.                        | Sweet Bandits Studios | 30 novembre 2022  |
| DESORDRE                            | SHK Interactive       | 1 juin 2023       |
| Dolmen                              | Massive Work Studio   | 20 mai 2022       |
| Dying Light 2 Stay Human            | Techland              | 4 février 2022    |
| Dysterra                            | Reality MagiQ         | 18 mars 2021      |
| Farming Simulator 22                | GIANTS Software       | 21 novembre 2021  |
| Forspoken                           | Luminous Productions  | 24 janvier 2023   |
| Ghostbusters: Spirits Unleashed     | IllFonic              | 18 octobre 2022   |
| Ghostwire: Tokyo                    | Tango Gameworks       | 25 mars 2022      |
| Gotham Knights                      | WB Games Montréal     | 21 octobre 2022   |
| Grid Legends                        | Codemasters           | 24 février 2022   |
| Grit                                | Team Grit             | 8 mai 2023        |
| Gungrave G.O.R.E.                   | Iggymob               | 22 novembre 2022  |
| Hi-Fi Rush                          | Tango Gameworks       | 25 janvier 2023   |
| Hitman 3                            | IO Interactive        | 20 janvier 2021   |
| Hogwarts Legacy                     | Avalanche Software    | 7 février 2023    |
| HypeSquad                           | Netmarble N2          | 11 mai 2023       |
| Instinction                         | Hashbane Interactive  | 4e trimestre 2025 |
| Judgment                            | Yakuza Studios        | 13 décembre 2018  |
| Lost Judgment                       | Sega                  | 21 septembre 2021 |
| Martha Is Dead                      | LKA                   | 24 février 2022   |
| Marvel's Aventures                  | Crystal Dynamics      | 14 aoüt 2020      |
| Marvel's Spider-Man: Mile's Morales | Insomniac Games       | 12 novembre 2020  |
| Marvel's Spider-Man: Remastered     | Insomniac Games       | 12 août 2022      |
| Myth of Empires                     | Angela Game           | 18 novembre 2021  |
| Naraka: Bladepoint                  | 24 Entertainment      | 11 août 2021      |
| Need for Speed Unbound              | Criterion Software    | 29 novembre 2022  |
| Night of the Dead                   | JackTo Studios        | 28 août 2020      |
| Nightintale                         | Inflexion Games       | 20 février 2024   |
| Propnight                           | Fntastic              | 30 novembre 2021  |
| Redout 2                            | 32BigThings           | 16 juin 2022      |
| Returnal                            | Housemarque           | 30 avril 2021     |
| Scathe                              | Damage State          | 6 juin 2022       |
| Shadow of the Tomb Raider           | Square Enix Europe    | 14 septembre 2018 |
| The DioField Chronicle              | Square Enix           | 22 septembre 2022 |
| The First Descendant                | Nexon                 | 2 juin 2024       |
| The Riftbreaker                     | EXOR Studios          | 14 octobre 2021   |
| The Settlers: New Allies            | Blue Byte             | 17 février 2023   |
| The Witcher 3: Wild Hunt            | CD Projekt RED        | 18 mai 2015       |
| Vampire: The Masquerade – Bloodhunt | Sharkmob              | 7 septembre 2021  |

## Microarchitecture Xᵉ dans les processeurs Intel Core
Intel a annoncé que les unités graphiques des processeurs Intel Core de génération Meteor Lake et ultérieurs seront basées sur la microarchitecture Xᵉ, plus précisément Xᵉ-LP, une variante consommant moins d'énergie que Xᵉ-HPG, la microarchitecture des cartes Intel Arc.